# Les Feixes (Rivert)
Les Feixes és un paratge del terme municipal de Conca de Dalt, a l'antic terme de Toralla i Serradell, al Pallars Jussà, en territori del poble de Rivert.
Està situat al sud-est de Rivert, a l'esquerra del barranc de Rivert. És a ponent del Serrat de Sant Joan, al nord de Llaunes i al nord-est de la Carretera de Rivert.